# Hayato Hashimoto
Hayato Hashimoto (橋本 早十?, Hashimoto Hayato; Fukui, 15 settembre 1981) è un ex calciatore giapponese, di ruolo centrocampista.